# Джейд Мак-Глінн
Джейд Селена Мак-Глінн, також транскрибується українською як Джейд МакГлинн (англ. Jade Selena McGlynn) — британська науковиця, філологиня та історик. Авторка наукових праць, присвячених проблемам історії, пропаганди, політики пам'яті, ідентичності в сучасній Росії, а також російсько-української війни. Отримала докторський ступінь в Оксфордському університету. Також була авторкою ряду публікацій в міжнародних ЗМІ, таких як BBC, CNN, DW, Foreign Policy, The Times, The Telegraph and The Spectator. 
У статті для The Washington Post Майкл С. Нейберг високо оцінив монографії МакГлінна «Війна Росії» (2023) та «Творці пам'яті: Політика минулого в путінській Росії» (2023) як такі, що здатні пояснити причини російського вторгнення в Україну у 2022 році, яке багатьом «західним очам ... здавалося безглуздим». Натомість, вона стверджувала, що війна, яка перетворилася на таку катастрофу для російського суспільства в сьогоденні, може бути зрозумілою лише з огляду на те, як російський уряд та підконтрольні державі ЗМІ спотворювали уявлення про минуле. Це включало хибне уявлення про те, що російські солдати ведуть героїчну боротьбу проти занепалого Заходу. Насправді ж вони скоювали воєнні злочини проти тих самих українців, яких вважали своїми «руськими братами». У 2023 році відвідувала Україну, брала участь у роботі Кримської платформи та мала зустріч із начальником Головного управління розвідки Міністерства оборони України Кирилом Будановим.
В інтерв'ю українському журналу Локальна історія, висловила думку про обов'язковість відповідальності російського суспільства за розв'язання війни проти України, а також наголосила на абсолютній неприпустимості ототожнення російських страждань з українськими стражданнями, як іноді чинять у західних ЗМІ.

## Праці
1. McGlynn, Jade Selena (2017). Rewriting the past: how the Russian government and media framed the Ukraine crisis through the great patriotic war (Research Master of Arts thesis). University of Birmingham. Retrieved 4 October 2023.
2. McGlynn, Jade (2020). Reliving the Past. How the Russian Government and Media Use History to Frame the Present (PhD thesis). University of Oxford. Retrieved 3 October 2023. pp. 360. (dissertation).
3. Jade McGlynn, Memory Makers: The Politics of the Past in Putin's Russia (2023). xii, 234 p. London, New York, Oxford: Bloomsbury Academic. ISBN 978-1-350-28076-2.
4. Jade McGlynn, Russia's War (2023). 264 p. Cambridge, Hoboken: Polity Press. ISBN 9781509556779.